# Abarema langsdorfii
Abarema langsdorfii là một loài thực vật có hoa trong họ Đậu.